# Толбот, Уильям, 1-й граф Толбот
Уильям Тальбот, 1-й граф Толбот (англ. William Talbot, 1st Earl Talbot; 16 мая 1710 — 27 апреля 1782) — британский пэр и политик. Был известен с 1737 по 1761 год в качестве лорда Толбота.

## Биография
Родился 16 мая 1710 года в городе Вустер (графство Вустершир). Второй сын Чарльза Толбота, 1-го барона Толбота (1685—1737), и Сесиль Мэтью (ум. 1720), дочери Чарльза Мэтью.
С 1725 по 1728 год он учился в Итонском колледже (Виндзор, графство Беркшир), а 23 января 1727 года поступил в Эксетер-колледж в Оксфорде. 12 июня 1736 года получил степень доктора гражданского права.
В 1734—1737 годах Уильям Толбот заседал в Палате общин Великобритании от графства Гламорганшир.
14 февраля 1737 года после смерти своего отца Уильям Толбот унаследовал титул 2-го барона Толбота из Хензола в графстве Гламорган (Пэрство Великобритании) и стал членом Палаты лордов.
Уильям Толбот был лордом-стюардом на коронации короля Георга III и стал членом Тайного совета Великобритании в 1761 году. Занимал должность лорда-стюарда вплоть до своей смерти в 1782 году.
10 марта 1761 года для Уильяма Толбота был создан титул 1-го графа Толбота из Хензола в графстве Гламорган.
Уильям Толбот скончался 27 апреля 1782 года в Линкольнс-Инн и был похоронен в Саттоне.

## Семья
У Уильяма Толбота не было сыновей. 17 октября 1780 года для него был создан титул барона Дайневора из Дайневора в графстве Кармартен, с правом наследования для его единственной дочери и её наследников мужского пола.
Лорд Толбот 21 февраля 1733 года женился на Мэри де Кардоннел (1719 — 5 апреля 1787), дочери Адама де Кардоннела, секретаря герцога Мальборо.
У него был роман с Фрэнсис Сомерсет, герцогиней Бофорт (1711—1750), женой Генри Скудамора, 3-го герцога Бофорта (1707—1745). Их роман привел к разводу герцога и герцогини Бофорт в 1743 году.
Мэри Энн Толбот (1778—1808), утверждала, что она является одной из шестнадцати внебрачных детей лорда Толбота.
В 1782 году после смерти Уильяма Толбота титула графа Толбота прервался, титул барона Толбота перешел к его племяннику, Джону Четвинду-Толботу, 3-му барону Толботу (1749—1793), а баронство Дайневор унаследовал его единственная дочь, Сесиль де Кардоннел (июль 1735 — 14 марта 1793). Она вышла замуж за достопочтенного Джорджа Райса (1726—1779) и родила ему двух сыновей, старший из которых, Джордж Толбот Райс (1765—1852), стал 3-м бароном Дайневором.